# Celles (Charente-Maritime)
Celles ist eine französische Gemeinde mit 326 Einwohnern (Stand 1. Januar 2022) im Département Charente-Maritime. Sie grenzt im Norden an Gimeux, im Osten an Salles-d’Angles, im Südosten an Saint-Martial-sur-Né, im Süden an Lonzac, im Westen an Coulonges und im Nordwesten an Ars.

## Bevölkerungsentwicklung
| Jahr      | 1962 | 1968 | 1975 | 1982 | 1990 | 1999 | 2007 | 2017 | 2019 |
| --------- | ---- | ---- | ---- | ---- | ---- | ---- | ---- | ---- | ---- |
| Einwohner | 320  | 325  | 267  | 256  | 280  | 251  | 289  | 323  | 321  |

## Sehenswürdigkeiten
- Kirche Saint-Christophe (siehe auch: Liste der Monuments historiques in Celles (Charente-Maritime))

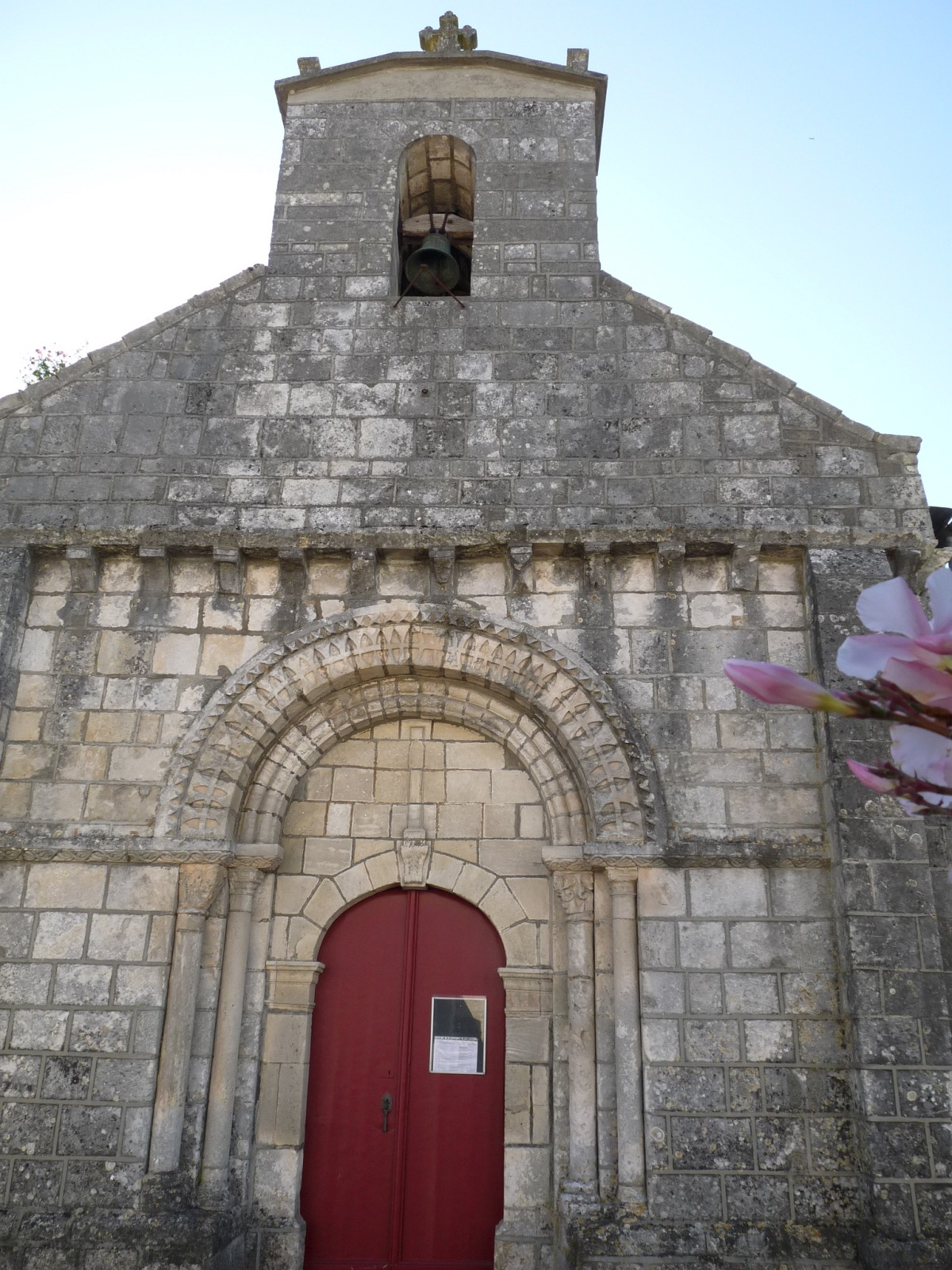
Kirche Saint-Christophe